# Rejich
Rejich este un oraș în Guvernoratul Mahdia, Tunisia.
În 2004 avea 8.925 de locuitori.